# قرار مجلس الأمن التابع للأمم المتحدة رقم 1733
قرار مجلس الأمن التابع للأمم المتحدة رقم 1733، الذي اعتمد بالتزكية في اجتماع مغلق يوم 22 ديسمبر 2006، بعد الاعتراف بدور الأمين العام، أشاد المجلس بكوفي عنان، الذي تنتهي فترة ولايته كأمين عام في31 ديسمبر 2006.
سيخلف بان كي مون عنان في منصب الأمين العام اعتبارًا من 1 يناير 2007.

## تفاصيل
وأشاد المجلس بعنان لتوجيهه الأمم المتحدة بموجب ميثاق الأمم المتحدة، ومحاولاته لإيجاد حلول دائمة للنزاعات حول العالم، والقيام بإصلاحات في المنظمة.
ونوه بإسهامات عنان في السلام والأمن والتنمية على الصعيد الدولي، ومحاولات حل المشاكل الدولية في المجالات الاقتصادية والاجتماعية والثقافية، والجهود المبذولة لتعزيز الاحتياجات الإنسانية وحقوق الإنسان والحريات لجميع الناس.
وأخيرا، أعرب القرار عن «تقديره العميق» لكوفي عنان لتكريس نفسه للمبادئ الواردة في ميثاق الأمم المتحدة ولتنمية العلاقات الودية بين الدول.

## روابط خارجية
- نص القرار في undocs.org